# Ignacio Nicolini
Ignacio Nicolini, vollständiger Name Ignacio Nicolini Díaz, (* 30. September 1988 in Montevideo) ist ein uruguayischer Fußballspieler.

## Karriere

### Verein
Der 1,75 Meter große Mittelfeldakteur Nicolini stand zu Beginn seiner Karriere mindestens in den Spielzeiten 2010/11 und 2011/12 in Reihen des in Montevideo beheimateten Club Atlético Bella Vista. Dort bestritt er insgesamt 56 Partien in der Primera División und erzielte neun Treffer (2012/13: 29 Spiele/7 Tore; 2013/14: 27/2). Zudem kam er in zwei Begegnungen (ein Tor) der Copa Sudamericana zum Einsatz. Mitte 2012 wechselte er innerhalb der Liga und der Stadt zum Club Atlético Peñarol. Bei den "Aurinegros" trug er in der Saison 2012/13 mit acht Erstligaeinsätzen (kein Tor) zum Gewinn des Landesmeistertitels bei. Auch lief er in vier Partien (kein Tor) der Copa Libertadores auf. Während der laufenden Spielzeit 2013/14, in der er für Peñarol noch zweimal (kein Tor) in der Primera División auf dem Platz stand, verließ er den Klub im Januar 2014 und schloss sich auf Leihbasis dem Ligakonkurrenten Cerro Largo FC an. Beim Klub aus der osturuguayischen Stadt Melo wurde er 15-mal (kein Tor) in der Liga eingesetzt. Die Mannschaft musste jedoch am Saisonende den Gang in die Zweitklassigkeit antreten. Nach der Clausura 2014 verließ er nach kurzzeitiger Rückkehr zu Peñarol den Verein und schloss sich Racing an. In der Saison 2014/15 wurde er 30-mal (kein Tor) in der höchsten uruguayischen Spielklasse eingesetzt. Während der Apertura Spielzeit 2015 kamen 14 weitere Erstligaeinsätze und ein erzielter Treffer hinzu. Mitte Januar 2016 wechselte er zu Flamurtari Vlorë. Bei dem Klub aus Albanien absolvierte er 18 Ligaspiele (kein Tor) und vier Partien (kein Tor) im nationalen Pokal. Anfang September 2016 schloss er sich dem italienischen Verein Monopoli Calcio an, für den er bis Saisonende 36 Ligaspiele (kein Tor) bestritt. Nachdem er bereits mehrere Wochen beim Racing Club aus Montevideo mit trainiert hatte, unterschrieb er dort im Vorfeld des anstehenden Torneo Clausura Anfang August 2017 einen Vertrag. Bis 2020 hatte er 74 Spiele (2 Tore) für den Verein absolviert. Nach einem halben Jahr Vereinslosigkeit unterschrieb er Ende Juni 2020 einen Vertrag beim uruguayischen Erstligisten Deportivo Maldonado. Nach 23 Spielen (1 Tor) wechselte er im April 2021 nach Peru zum Zweitligisten CD Los Chankas. Bis Anfang 2022 hatte er 16 Spiele (1 Tor) für den peruanischen Verein gespielt. Nach erneuter Vereinslosigkeit spielt er seit Ende April 2022 für seinen Jugendverein Bella Vista.

### Erfolge
- Uruguayischer Meister: 2012/13